# 塔莉娅·布鲁克斯
塔莉娅·布鲁克斯（英語：Taliyah Brooks，1995年2月8日—），美国女子田径运动员，2018年NCAA第一级别室内田径锦标赛女子五项全能金牌得主、2023年全国田径锦标赛女子七项全能银牌得主、2025年世界室内田径锦标赛女子五项全能铜牌得主。